# Lijst van fractievoorzitters van het Vlaams Belang in het Vlaams Parlement
Dit is een lijst van alle fractievoorzitters van het Vlaams Blok en het Vlaams Belang in het Vlaams Parlement.

## Lijst
| Nr. | Fractievoorzitter | Fractievoorzitter             | Partij | Partij        | Begin           | Einde            | Zittingsperiode(s)                                |
| --- | ----------------- | ----------------------------- | ------ | ------------- | --------------- | ---------------- | ------------------------------------------------- |
| 1   |                   | Karel Dillen (1925-2007)      |        | Vlaams Blok   | 2 februari 1988 | 22 juni 1989     | 1988-1991                                         |
| 2   |                   | Gerolf Annemans (1958)        |        | Vlaams Blok   | 23 juni 1989    | 23 november 1991 | 1988-1991                                         |
| 3   |                   | Filip Dewinter (1962)         |        | Vlaams Blok   | 7 januari 1992  | 23 april 2012    | 1991-1995 1995-1999 1999-2004 2004-2009 2009-2014 |
| 4   |                   | Joris Van Hauthem (1963-2015) |        | Vlaams Belang | 24 april 2012   | 24 mei 2014      | 2009-2014                                         |
| 5   |                   | Chris Janssens (1977)         |        | Vlaams Belang | 25 juni 2014    | heden            | 2014-2019 2019-2024 2024-2029                     |